# 近藤奈保希
近藤 奈保希（こんどう なおき、1980年6月15日 - ）は、日本の女優である。本名、近藤 直子（こんどう なおこ）。
北海道夕張市生まれ、函館市出身。以前はオフィス北野、ユーキース・エンタテインメントに所属。2015年より単身アメリカへ渡る。2019年春に帰国し、日本での活動を再開。オフィスMORIMOTOに所属。TV、映画、舞台などで活動。2020年より近藤奈保妃から近藤奈保希に改名。

## 略歴
北海道七飯高等学校、青森大学社会学部社会福祉学科卒業。大学在学中より、青森県で演劇活動、テレビ出演を始める。2004年より、東京での活動を開始。小劇場を中心に活動していたが、2008年より、テレビ、映画へと活動の場を広げる。2015年、ロサンゼルスへ渡り、Alice Carter、ERGOに師事。2019年より日本での活動を再開。

## 出演

### テレビドラマ
- 深夜ドラマ「帝王」 第8話（TBS）
- 土曜プレミアム「刑事・鳴沢了」（フジテレビ）
- 終戦ドラマスペシャル「歸國」（TBS）
- 検事・鬼島平八郎（テレビ朝日）
- 京都地検の女（テレビ朝日）
- デパート仕掛け人!天王寺珠美の殺人推理5（テレビ朝日）
- 鈴木光司 リアルホラー「クライ・アイズ」（BSフジ）
- 春の呪い 第1話（2021年5月22日、テレビ東京） - 立花京子 役

### バラエティ
- SMAP×SMAP“ホレ八先生” 第1-3話（フジテレビ）
- たけしのコマ大数学科（フジテレビ）

### その他のテレビ番組
- アルベナ情報局（青森朝日放送）オンナタビ出演
- わいわいラウンジ（青森ケーブルテレビ）日清食品コーナー

### 映画
- 勝手に逃げろ！（2009年、監督：西山洋市） - ルリ 役
- 火虫の夢（2011年、監督：伊藤まき）
- 1+1=11（2012年、監督：矢崎仁司） - 山崎愛美 役
- 僕の中のオトコの娘（2012年、監督：窪田将治） - 伊藤三恵子 役
- Santiago de Compostela（2013年、監督：松岡達矢） - 安久美子 役
- 共に歩く（2014年、監督：宮本正樹） - 広瀬由美 役
- そこのみにて光輝く（2014年、監督：呉美保） - 鈴木佳代 役
- 風が通り抜ける道（2024年、監督：田中壱征 ）

### 舞台
- 劇団トランジスタ☆メガホン　第1-5回公演
- 『フツーの生活』〜宮崎編〜 作・演出：中島淳彦
- 『シアワセノカタチ 〜see you again〜』一人芝居
- 東京サギまがい第30 回公演『めまぐるしく静かな時間』
- 劇団THE 東京ピチピチBOYS『バック・トゥ・ザ三億円事件！』
- PandASSH!!! Vol.1 『おるんと高麗犬』
- 演劇集団Z-Lion 旗揚げ公演『檻からホットブラザーズ』
- 演劇集団Z-Lion 第2 回公演『a Novel 文書くshow』
- ユーキース・エンタテインメントプロデュース『アブニール夢見が丘』
- G&G アクターズファクトリー『秋宵〜遠い日の宴〜』
- ユーキース・エンタテインメントプロデュース『髪飾りのかたち』
- シアターΧ提携公演『新宿のありふれた夜』
- zotA-project produce『memories　…雨はやみ、そして笑顔が残った…』
- シアターΧ提携公演『荒木町ラプソディー』[1]

### CM
- 日本通運 「ワタシにぴったり」篇

### 雑誌・モデル
- 青森競輪ポスター
- 季刊誌「ペダル」“自転車に乗って”インタビュー（(財)JKA発行）